# Керкидан
Керкидан (кирг. Керкидан) — село в Араванском районе Ошской области Кыргызстана. Входит в состав Тео-Моюнского айылного аймака.

## География
Село расположено в западной части области, на расстоянии приблизительно 35 километров (по прямой) к юго-западу от села Араван, административного центра района. Абсолютная высота — 649 метров над уровнем моря.

## Население
Согласно оценочным данным Национального статистического комитета Кыргызской Республики, численность населения села на начало 2023 года составляла 2296 человек.
| год     | 2009 | 2014 | 2015 | 2020 | 2021 | 2023 |
| ------- | ---- | ---- | ---- | ---- | ---- | ---- |
| человек | 1482 | 1865 | 1929 | 2197 | 2219 | 2296 |